# Littoral (tỉnh)

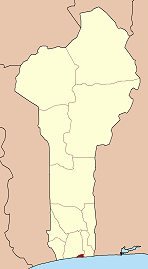
Bản đồ Benin với vị trí của tỉnh Littoral

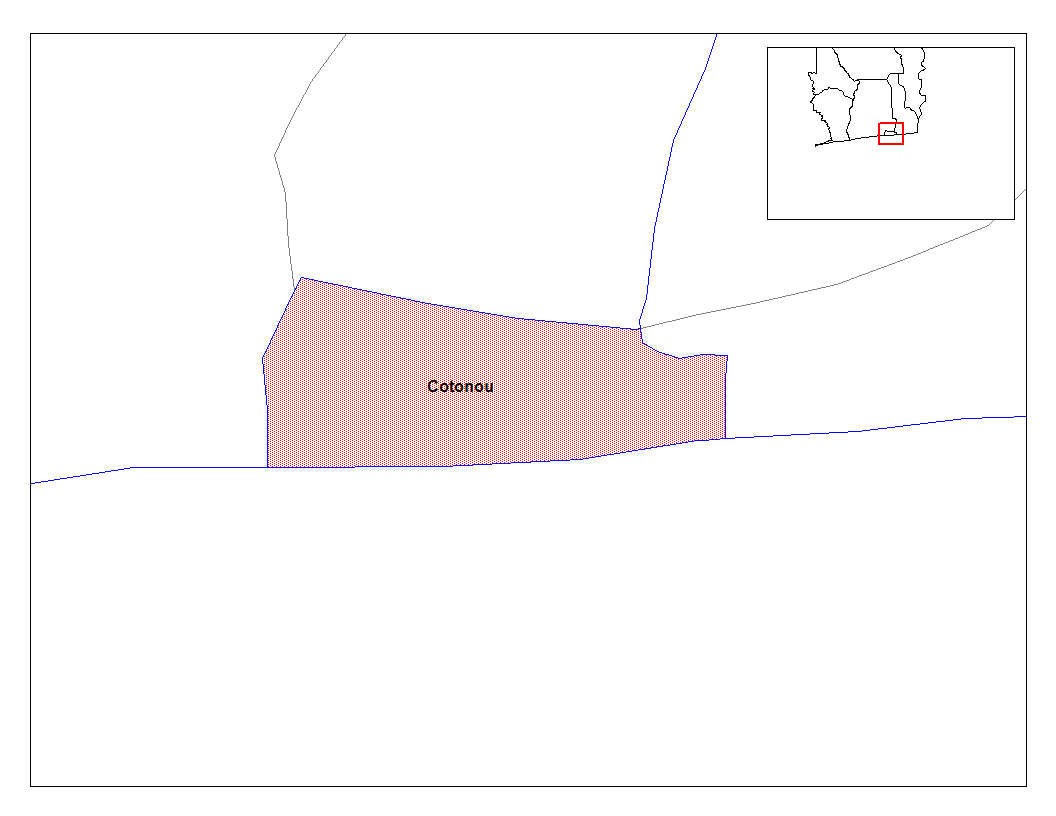
Bản đồ các đơn vị hành chính tỉnh Littoral

Littoral là một trong 12 tỉnh của Bénin, và được chia thành 13 huyện. Tỉnh này gồm 1 đô thị/thành phố Cotonou, thành phố lớn nhất cũng là thủ đô kinh tế của quốc gia này. Littoral là tỉnh nhỏ nhất trong 12 tỉnh. Diện tích là 79 km.² hay 31 mi.² Littoral đã được tách ra từ tỉnh Atlantique năm 1999. 